# Кухарувка
Кухарувка (пол. Kucharówka) — село в Польщі, у гміні Заблудів Білостоцького повіту Підляського воєводства.
Населення — 95 осіб (2011).
У 1975-1998 роках село належало до Білостоцького воєводства.

## Демографія
Демографічна структура станом на 31 березня 2011 року:
|          | Загалом | Допрацездатний вік | Працездатний вік | Постпрацездатний вік |
| -------- | ------- | ------------------ | ---------------- | -------------------- |
| Чоловіки | 53      | 11                 | 37               | 5                    |
| Жінки    | 42      | 6                  | 28               | 8                    |
| Разом    | 95      | 17                 | 65               | 13                   |